# Xian d'Anyue
Le xian d'Anyue (安岳县 ; pinyin : Ānyuè Xiàn) est un district administratif de la province du Sichuan en Chine. Il est placé sous la juridiction de la ville-préfecture de Ziyang.

## Démographie
La population du district était de 1 528 158 habitants en 1999.